# Municipio de Pleasant Valley (condado de Finney)
El municipio de Pleasant Valley (en inglés: Pleasant Valley Township) es un municipio ubicado en el condado de Finney en el estado estadounidense de Kansas. En el año 2010 tenía una población de 166 habitantes y una densidad poblacional de 0,45 personas por km².

## Geografía
El municipio de Pleasant Valley se encuentra ubicado en las coordenadas 38°10′39″N 100°46′26″O / 38.17750, -100.77389. Según la Oficina del Censo de los Estados Unidos, el municipio tiene una superficie total de 370.76 km², de la cual 370,76 km² corresponden a tierra firme y (0 %) 0 km² es agua.

## Demografía
Según el censo de 2010, había 166 personas residiendo en el municipio de Pleasant Valley. La densidad de población era de 0,45 hab./km². De los 166 habitantes, el municipio de Pleasant Valley estaba compuesto por el 99,4 % blancos, el 0,6 % eran amerindios. Del total de la población el 7,23 % eran hispanos o latinos de cualquier raza.